# 踊ろうよ
「踊ろうよ」（おどろうよ）は、2008年2月6日に発売された玉木宏の7枚目のシングル。発売元はavex trax。

## 解説
- 「ラバイバー 〜悲しみがまた繰り返そうと誰かに愛を唄う〜」（2006年6月28日）から約1年4ヶ月ぶりのシングル。
- 2008年3月19日に発売されたアルバム『Bridge』に「踊ろうよ」の英語バージョンの「DANCE (Bouns Track)」（Anthony Bailey）が収録されている。

### CDタイプ
初回受注限定生産
- CD+DVD (AVCD-31370/B)
- CD+PHOTO BOOK&折込ポスター入り (AVCD-31371)

通常
- CD (AVCD-31372)
  - 差し替えジャケットPHOTO&デッサンカード封入

## 収録曲

### CD
1. 踊ろうよ
作詞・作曲：ムラマツテツヤ、編曲：CHOKKAKU
  - ディノス「フジテレビフラワーネット」CMソング
2. 踊ろうよ -INSTRUMENTAL-

### DVD
1. 「踊ろうよ」MUSIC CLIP
  - 映画「KIDS」のメイキングPV
2. オフショット
3. コメント